# Niegosławice (gemeente)
De gemeente Niegosławice is een landgemeente in het Poolse woiwodschap Lubusz, in powiat Żagański.
De zetel van de gemeente is in Niegosławice (Waltersdorf).
Op 30 juni 2004 telde de gemeente 4716 inwoners.

## Oppervlakte gegevens
In 2002 bedroeg de totale oppervlakte van gemeente Niegosławice 136,11 km², waarvan:
- agrarisch gebied: 64%
- bossen: 21%

De gemeente beslaat 12,03% van de totale oppervlakte van de powiat.

## Demografie
Stand op 30 juni 2004:
| Omschrijving                   | Totaal | Totaal | Vrouwen | Vrouwen | Mannen | Mannen |
| ------------------------------ | ------ | ------ | ------- | ------- | ------ | ------ |
| eenheid                        | aantal | %      | aantal  | %       | aantal | %      |
| inwoners                       | 4716   | 100    | 2429    | 51,5    | 2287   | 48,5   |
| bevolkingsdichtheid (inw./km²) | 34,6   | 34,6   | 17,8    | 17,8    | 16,8   | 16,8   |

In 2002 bedroeg het gemiddelde inkomen per inwoner 1517,61 zł.

## Administratieve plaatsen (sołectwo)
Bukowica (Bockwitz), Gościeszowice, Krzywczyce (Eckartswaldau), Mycielin (Metschlau), Niegosławice (Waltersdorf), Nowa Jabłona (Neugabel), Przecław (Ottendorf), Rudziny (Reuthau), Stara Jabłona (Altgabel), Sucha Dolna (Nieder Zauche) en Zimna Brzeźnica (Kaltenbriesnitz).

## Aangrenzende gemeenten
Gaworzyce, Nowe Miasteczko, Przemków, Szprotawa, Żukowice